# Segunda Categoría del Guayas 2019
El campeonato provincial de fútbol de Segunda Categoría de Guayas 2019 fue la 53.ª edición del torneo de la Segunda Categoría de la provincia de Guayas. El torneo fue organizado por la Asociación de Fútbol del Guayas (AFG) y avalado por la Federación Ecuatoriana de Fútbol. El torneo inició el 19 de abril de 2019 y finalizó el 13 de julio de 2019. Participaron 26 clubes de fútbol y entregó 2 cupos al zonal de ascenso de la Segunda Categoría Nacional 2019 por el ascenso a la Serie B, además el campeón provincial clasificó a la primera fase de la Copa Ecuador 2020.

## Sistema de campeonato
El sistema determinado para esta edición por la Asociación de Fútbol del Guayas fue de la siguiente maneraː
A diferencia de torneos anteriores los 26 equipos fueron divididos en 2 series, la Serie A tuvo 14 equipos y la Serie B 12 equipos, la división se hizo en base al rendimiento de cada equipo en el torneo 2018, así mismo cada serie se dividió en dos grupos, en la Serie A, 2 grupos de 7 equipos cada uno y la Serie B, 2 grupos de 6 equipos, además los 4 peores puntajes de la Serie A descenderán y de igual manera los 4 mejores puntajes de la Serie B ascendieron para la siguiente temporada.
- Primera fase: En cada grupo de cada serie se enfrentaron en un sistema de todos contra todos a una sola rueda, los tres equipos mejor ubicados de cada grupo de la Serie A y el mejor equipo ubicado de cada grupo de la Serie B clasificaron a la segunda fase.

- Segunda fase: Se jugó un play-off con los ocho equipos, en encuentros de ida y vuelta (8 partidos en dos fechas), la ubicación y la numeración estuvo de acuerdo a la puntuación que acumularon en la primera etapa. Una vez ubicados quedaron emparejados de la siguiente manera:

- - Llave 1: 1.° vs. 8.°
  - Llave 2: 2.° vs. 7.°
  - Llave 3: 3.° vs. 6.°
  - Llave 4: 4.° vs. 5.°

Los cuatro equipos que ganaron sus respectivas llaves, pasaron al cuadrangular final del torneo.
- Tercera fase: Los 4 equipos clasificados jugaron el cuadrangular final en partidos de ida y vuelta, del cual los dos equipos mejor posicionados, fueron el campeón y subcampeón provincial y representaron a la provincia en la fase zonal.

## Equipos participantes
| Equipos participantes                     | Equipos participantes | Equipos participantes                            |
| ----------------------------------------- | --------------------- | ------------------------------------------------ |
|                                           |                       |                                                  |
| Equipo                                    | Ciudad                | Estadio                                          |
| 9 de Octubre Fútbol Club                  | Guayaquil             | Estadio Alejandro Ponce Noboa                    |
| Club Deportivo Everest                    | Guayaquil             | Estadio Alejandro Ponce Noboa                    |
| Calvi Fútbol Club                         | Guayaquil             | Estadio Alejandro Ponce Noboa                    |
| Panamá Sporting Club                      | Guayaquil             | Estadio Alejandro Ponce Noboa                    |
| La Familia Fútbol Club                    | Guayaquil             | Estadio Alejandro Ponce Noboa                    |
| Toreros Fútbol Club                       | Guayaquil             | Estadio Alejandro Ponce Noboa                    |
| Club Deportivo ESPOL                      | Guayaquil             | Estadio Alejandro Ponce Noboa                    |
| Liga Deportiva Estudiantil                | Guayaquil             | Estadio Alejandro Ponce Noboa                    |
| Club Internacional de Guayaquil           | Guayaquil             | Estadio Alejandro Ponce Noboa                    |
| Liga Deportiva Universitaria de Guayaquil | Guayaquil             | Estadio Universitario (UG)                       |
| Club Estudiantes del Guayas               | Guayaquil             | Estadio Alejandro Ponce Noboa                    |
| Asociación Deportiva Naval                | Guayaquil             | Estadio Alejandro Ponce Noboa                    |
| Club Deportivo Fedeguayas                 | Naranjal              | Estadio Melecio Suárez Baquerizo                 |
| Rocafuerte Fútbol Club                    | Guayaquil             | Estadio Complejo La Cemento                      |
| Club Deportivo Don Café                   | Guayaquil             | Estadio Alejandro Ponce Noboa                    |
| Club Deportivo Sur y Norte                | Guayaquil             | Estadio Alejandro Ponce Noboa                    |
| Guayaquil Sport Club                      | Guayaquil             | Estadio Alejandro Ponce Noboa                    |
| Guayaquil Fútbol Club                     | Guayaquil             | Estadio Alejandro Ponce Noboa                    |
| Real Fortaleza Fútbol Club                | Guayaquil             | Estadio Alejandro Ponce Noboa                    |
| Club Sport Patria                         | Samborondón           | Estadio Arenas de Samborondón                    |
| Club Atlético Samborondón                 | Samborondón           | Estadio Arenas de Samborondón                    |
| Club Atlético Milagro                     | Milagro               | Estadio Los Chirijos                             |
| Club Social y Deportivo Paladín "S"       | Durán                 | Estadio Alejandro Ponce Noboa                    |
| Guayas Fútbol Club                        | Durán                 | Estadio Pablo Sandiford                          |
| Club Deportivo Banife                     | Daule                 | Estadio Los Daulis                               |
| Club Atlético Daule                       | Salitre               | Estadio de la Liga Deportiva Cantonal de Salitre |

## Equipos por cantón
| Cantón      | N.º | Equipos |
| ----------- | --- | --- |
| Guayaquil   | 18  | - Toreros F. C. - A. D. Naval - 9 de Octubre - Calvi F. C. - Don Café - Estudiantes del Guayas - ESPOL - Everest - Guayaquil F. C. - Guayaquil Sport - L. D. Estudiantil - Liga de Guayaquil - La Familia F. C. - Panamá S. C. - Rocafuerte F. C. - Sur y Norte - Real Fortaleza - Internacional de Guayaquil |
| Durán       | 2   | - Guayas F. C. - Paladín "S" |
| Samborondón | 2   | - C. S. Patria - Atlético Samborondón |
| Daule       | 1   | - Banife |
| Milagro     | 1   | - Atlético Milagro |
| Naranjal    | 1   | - Fedeguayas |
| Salitre     | 1   | - Atlético Daule |

| Atlético Daule Guayaquil Patria Banife Equipos de Guayaquil: Toreros Calvi Guayaquil F. C. Everest Guayaquil Sport LDE La Familia Rocafuerte Filanbanco |

## Serie A

### Grupo 1

#### Clasificación
| Pos. | Equipo                 | Pts. | PJ | G | E | P | GF | GC | Dif. | Clasificación |
| ---- | ---------------------- | ---- | -- | - | - | - | -- | -- | ---- | ------------- |
| 1    | Toreros                | 14   | 6  | 4 | 2 | 0 | 11 | 3  | +8   | Segunda etapa |
| 2    | Rocafuerte             | 13   | 6  | 4 | 1 | 1 | 21 | 6  | +15  | Segunda etapa |
| 3    | Atlético Samborondón   | 13   | 6  | 4 | 1 | 1 | 5  | 2  | +3   | Segunda etapa |
| 4    | Estudiantes del Guayas | 10   | 6  | 3 | 1 | 2 | 10 | 8  | +2   |               |
| 5    | L. D. Estudiantil      | 5    | 6  | 1 | 2 | 3 | 7  | 18 | −11  |               |
| 6    | Atlético Daule         | 4    | 6  | 1 | 1 | 4 | 6  | 10 | −4   |               |
| 7    | Guayaquil F. C.        | 0    | 6  | 0 | 0 | 6 | 1  | 14 | −13  |               |

 Fuente: Aso Guayas
Criterios de clasificación: 1) Puntos; 2) Diferencia de goles; 3) Goles marcados

#### Resultados
| Atlético Daule | 1 - 1      | LD Estudiantil         | Aso Guayas Cancha #3  | 19 de abril | 09:00      |
| Guayaquil FC   | 0 - 1      | Atlético Samborondón   | Alejandro Ponce Noboa | 19 de abril | 09:00      |
| Rocafuerte FC  | 5 - 2      | Estudiantes del Guayas | Alejandro Ponce Noboa | 19 de abril | 13:30      |
| Libre:         | Toreros FC | Toreros FC             | Toreros FC            | Toreros FC  | Toreros FC |

| LD Estudiantil         | 3 - 1         | Guayaquil FC   | Aso Guayas Cancha #2  | 27 de abril   | 09:00         |
| Atlético Samborondón   | 0 - 1         | Toreros FC     | Alejandro Ponce Noboa | 27 de abril   | 09:00         |
| Estudiantes del Guayas | 2 - 0         | Atlético Daule | Alejandro Ponce Noboa | 27 de abril   | 11:15         |
| Libre:                 | Rocafuerte FC | Rocafuerte FC  | Rocafuerte FC         | Rocafuerte FC | Rocafuerte FC |

| Guayaquil FC   | 0 - 1                | Estudiantes del Guayas | Aso Guayas Cancha #3  | 1 de mayo            | 09:00                |
| Atlético Daule | 2 - 5                | Rocafuerte FC          | Alejandro Ponce Noboa | 1 de mayo            | 11:15                |
| Toreros FC     | 4 - 1                | LD Estudiantil         | Agapito Chuchuca      | 1 de mayo            | 12:00                |
| Libre:         | Atlético Samborondón | Atlético Samborondón   | Atlético Samborondón  | Atlético Samborondón | Atlético Samborondón |

| Rocafuerte FC          | 3 - 0          | Guayaquil FC         | Alejandro Ponce Noboa | 5 de mayo      | 09:00          |
| LD Estudiantil         | 1 - 1          | Atlético Samborondón | Alejandro Ponce Noboa | 5 de mayo      | 11:15          |
| Estudiantes del Guayas | 1 - 1          | Toreros FC           | Alejandro Ponce Noboa | 5 de mayo      | 15:45          |
| Libre:                 | Atlético Daule | Atlético Daule       | Atlético Daule        | Atlético Daule | Atlético Daule |

| Atlético Samborondón | 1 - 0          | Estudiantes del Guayas | Aso Guayas Cancha #3  | 8 de mayo      | 09:00          |
| Guayaquil FC         | 0 - 3          | Atlético Daule         | Aso Guayas Cancha #3  | 8 de mayo      | 11:15          |
| Toreros FC           | 1 - 1          | Rocafuerte FC          | Alejandro Ponce Noboa | 8 de mayo      | 11:15          |
| Libre:               | LD Estudiantil | LD Estudiantil         | LD Estudiantil        | LD Estudiantil | LD Estudiantil |

| Atlético Daule         | 0 - 1        | Toreros FC           | Alejandro Ponce Noboa | 12 de mayo   | 13:30        |
| Estudiantes del Guayas | 4 - 1        | LD Estudiantil       | Aso Guayas Cancha #2  | 12 de mayo   | 13:30        |
| Rocafuerte FC          | 0 - 1        | Atlético Samborondón | Aso Guayas Cancha #3  | 12 de mayo   | 13:30        |
| Libre:                 | Guayaquil FC | Guayaquil FC         | Guayaquil FC          | Guayaquil FC | Guayaquil FC |

| LD Estudiantil       | 0 - 7                  | Rocafuerte FC          | Alejandro Ponce Noboa  | 18 de mayo             | 09:00                  |
| Atlético Samborondón | 1 - 0                  | Atlético Daule         | Aso Guayas Cancha #2   | 18 de mayo             | 09:00                  |
| Toreros FC           | 3 - 0                  | Guayaquil FC           | Aso Guayas Cancha #3   | 18 de mayo             | 09:00                  |
| Libre:               | Estudiantes del Guayas | Estudiantes del Guayas | Estudiantes del Guayas | Estudiantes del Guayas | Estudiantes del Guayas |

### Grupo 2

#### Clasificación
| Pos. | Equipo          | Pts. | PJ | G | E | P | GF | GC | Dif. | Clasificación |
| ---- | --------------- | ---- | -- | - | - | - | -- | -- | ---- | ------------- |
| 1    | 9 de Octubre    | 16   | 6  | 5 | 1 | 0 | 27 | 7  | +20  | Segunda etapa |
| 2    | Patria          | 16   | 6  | 5 | 1 | 0 | 19 | 3  | +16  | Segunda etapa |
| 3    | Everest         | 9    | 6  | 3 | 0 | 3 | 13 | 8  | +5   | Segunda etapa |
| 4    | Guayaquil Sport | 9    | 6  | 3 | 0 | 3 | 13 | 10 | +3   |               |
| 5    | Guayas F. C.    | 7    | 6  | 2 | 1 | 3 | 6  | 4  | +2   |               |
| 6    | Paladín "S"     | 3    | 6  | 1 | 0 | 5 | 5  | 24 | −19  |               |
| 7    | Fedeguayas      | 1    | 6  | 0 | 1 | 5 | 3  | 30 | −27  |               |

 Fuente: Aso Guayas
Criterios de clasificación: 1) Puntos; 2) Diferencia de goles; 3) Goles marcados

#### Resultados
| 9 de Octubre | 1 - 1        | CS Patria    | Alejandro Ponce Noboa | 19 de abril  | 11:15        |
| Everest      | 1 - 0        | Guayas FC    | Aso Guayas Cancha #3  | 19 de abril  | 11:15        |
| Paladín "S"  | 2 - 0        | Fedeguayas   | Aso Guayas Cancha #3  | 19 de abril  | 13:30        |
| Libre:       | Guayaquil SC | Guayaquil SC | Guayaquil SC          | Guayaquil SC | Guayaquil SC |

| Fedeguayas | 0 - 2        | Guayaquil SC | Aso Guayas Cancha #3  | 27 de abril  | 09:00        |
| Guayas FC  | 2 - 0        | Paladín "S"  | Alejandro Ponce Noboa | 27 de abril  | 13:30        |
| CS Patria  | 2 - 1        | Everest      | Samborondón Arena     | 27 de abril  | 16:00        |
| Libre:     | 9 de Octubre | 9 de Octubre | 9 de Octubre          | 9 de Octubre | 9 de Octubre |

| Everest      | 1 - 3      | 9 de Octubre | Alejandro Ponce Noboa | 1 de mayo  | 09:00      |
| Paladín "S"  | 0 - 7      | CS Patria    | Alejandro Ponce Noboa | 1 de mayo  | 13:30      |
| Guayaquil SC | 0 - 3      | Guayas FC    | Aso Guayas Cancha #3  | 1 de mayo  | 13:30      |
| Libre:       | Fedeguayas | Fedeguayas   | Fedeguayas            | Fedeguayas | Fedeguayas |

| CS Patria    | 3 - 1   | Guayaquil SC | Samborondón Arena     | 4 de mayo | 16:00   |
| 9 de Octubre | 7 - 1   | Paladín "S"  | Aso Guayas Cancha #3  | 5 de mayo | 09:00   |
| Guayas FC    | 0 - 0   | Fedeguayas   | Alejandro Ponce Noboa | 5 de mayo | 13:30   |
| Libre:       | Everest | Everest      | Everest               | Everest   | Everest |

| Guayaquil SC | 0 - 1     | 9 de Octubre | Alejandro Ponce Noboa | 8 de mayo | 09:00     |
| Fedeguayas   | 0 - 5     | CS Patria    | Alejandro Ponce Noboa | 8 de mayo | 13:30     |
| Paladín "S"  | 0 - 1     | Everest      | Alejandro Ponce Noboa | 8 de mayo | 15:45     |
| Libre:       | Guayas FC | Guayas FC    | Guayas FC             | Guayas FC | Guayas FC |

| 9 de Octubre | 12 - 0      | Fedeguayas   | Alejandro Ponce Noboa | 12 de mayo  | 15:45       |
| CS Patria    | 1 - 0       | Guayas FC    | Aso Guayas Cancha #2  | 12 de mayo  | 15:45       |
| Everest      | 1 - 3       | Guayaquil SC | Aso Guayas Cancha #3  | 12 de mayo  | 15:45       |
| Libre:       | Paladín "S" | Paladín "S"  | Paladín "S"           | Paladín "S" | Paladín "S" |

| Guayaquil SC | 7 - 2     | Paladín "S"  | Alejandro Ponce Noboa | 18 de mayo | 11:15     |
| Fedeguayas   | 0 - 8     | Everest      | Aso Guayas Cancha #2  | 18 de mayo | 11:15     |
| Guayas FC    | 1 - 2     | 9 de Octubre | Aso Guayas Cancha #3  | 18 de mayo | 11:15     |
| Libre:       | CS Patria | CS Patria    | CS Patria             | CS Patria  | CS Patria |

## Serie B

### Grupo 1

#### Clasificación
| Pos. | Equipo                     | Pts. | PJ | G | E | P | GF | GC | Dif. | Clasificación |
| ---- | -------------------------- | ---- | -- | - | - | - | -- | -- | ---- | ------------- |
| 1    | Real Fortaleza             | 15   | 5  | 5 | 0 | 0 | 17 | 2  | +15  | Segunda etapa |
| 2    | Naval                      | 12   | 5  | 4 | 0 | 1 | 37 | 4  | +33  |               |
| 3    | ESPOL                      | 9    | 5  | 3 | 0 | 2 | 19 | 9  | +10  |               |
| 4    | Liga de Guayaquil          | 6    | 5  | 2 | 0 | 3 | 4  | 11 | −7   |               |
| 5    | Internacional de Guayaquil | 3    | 5  | 1 | 0 | 4 | 12 | 15 | −3   |               |
| 6    | Don Café                   | 0    | 5  | 0 | 0 | 5 | 0  | 48 | −48  |               |

 Fuente: Aso Guayas
Criterios de clasificación: 1) Puntos; 2) Diferencia de goles; 3) Goles marcados

#### Resultados
| Real Fortaleza | 3 - 0  | Internacional     | Alejandro Ponce Noboa | 20 de abril | 09:00     |
| Don Café       | 0 - 18 | AD Naval          | Alejandro Ponce Noboa | 20 de abril | 13:30     |
| ESPOL          | 3 - 0  | Liga de Guayaquil | Cancelado             | Cancelado   | Cancelado |

| Internacional     | 1 - 3 | ESPOL          | Aso Guayas Cancha #2 | 28 de abril | 09:00 |
| AD Naval          | 1 - 2 | Real Fortaleza | Aso Guayas Cancha #3 | 28 de abril | 09:00 |
| Liga de Guayaquil | 1 - 0 | Don Café       | Aso Guayas Cancha #3 | 28 de abril | 13:30 |

| Liga de Guayaquil | 2 - 1 | Internacional  | Alejandro Ponce Noboa | 4 de mayo | 09:00 |
| Don Café          | 0 - 8 | Real Fortaleza | Alejandro Ponce Noboa | 4 de mayo | 11:15 |
| ESPOL             | 0 - 6 | AD Naval       | Alejandro Ponce Noboa | 4 de mayo | 13:30 |

| Real Fortaleza | 2 - 1 | ESPOL             | Alejandro Ponce Noboa | 11 de mayo | 13:30 |
| Don Café       | 0 - 9 | Internacional     | Aso Guayas Cancha #1  | 11 de mayo | 13:30 |
| AD Naval       | 5 - 1 | Liga de Guayaquil | Aso Guayas Cancha #3  | 11 de mayo | 13:30 |

| Liga de Guayaquil | 0 - 2  | Real Fortaleza | Alejandro Ponce Noboa | 19 de mayo | 09:00 |
| Internacional     | 1 - 7  | AD Naval       | Aso Guayas Cancha #2  | 19 de mayo | 09:00 |
| ESPOL             | 12 - 0 | Don Café       | Aso Guayas Cancha #3  | 19 de mayo | 09:00 |

### Grupo 2

#### Clasificación
| Pos. | Equipo           | Pts. | PJ | G | E | P | GF | GC | Dif. | Clasificación |
| ---- | ---------------- | ---- | -- | - | - | - | -- | -- | ---- | ------------- |
| 1    | Atlético Milagro | 13   | 5  | 4 | 1 | 0 | 22 | 2  | +20  | Segunda etapa |
| 2    | Sur y Norte      | 13   | 5  | 4 | 1 | 0 | 14 | 2  | +12  |               |
| 3    | Calvi            | 9    | 5  | 3 | 0 | 2 | 9  | 10 | −1   |               |
| 4    | Panamá           | 6    | 5  | 2 | 0 | 3 | 7  | 16 | −9   |               |
| 5    | Banife           | 3    | 5  | 1 | 0 | 4 | 4  | 13 | −9   |               |
| 6    | La Familia       | 0    | 5  | 0 | 0 | 5 | 3  | 16 | −13  |               |

 Fuente: Aso Guayas
Criterios de clasificación: 1) Puntos; 2) Diferencia de goles; 3) Goles marcados

#### Resultados
| La Familia | 2 - 3 | Calvi FC         | Aso Guayas Cancha #3 | 20 de abril | 09:00 |
| Banife     | 0 - 3 | Sur y Norte      | Aso Guayas Cancha #3 | 20 de abril | 11:15 |
| Panamá SC  | 0 - 6 | Atlético Milagro | Aso Guayas Cancha #3 | 20 de abril | 13:30 |

| Sur y Norte      | 3 - 0 | La Familia | Alejandro Ponce Noboa | 28 de abril | 09:00 |
| Calvi FC         | 4 - 2 | Panamá SC  | Alejandro Ponce Noboa | 28 de abril | 11:15 |
| Atlético Milagro | 4 - 0 | Banife     | Alejandro Ponce Noboa | 28 de abril | 13:30 |

| Calvi FC   | 0 - 1 | Sur y Norte      | Aso Guayas Cancha #3  | 4 de mayo | 09:00 |
| Panamá SC  | 3 - 1 | Banife           | Aso Guayas Cancha #3  | 4 de mayo | 11:15 |
| La Familia | 0 - 6 | Atlético Milagro | Alejandro Ponce Noboa | 4 de mayo | 15:45 |

| Panamá SC        | 0 - 5 | Sur y Norte | Alejandro Ponce Noboa | 11 de mayo | 15:45 |
| Banife           | 2 - 1 | La Familia  | Aso Guayas Cancha #3  | 11 de mayo | 15:45 |
| Atlético Milagro | 4 - 0 | Calvi FC    | Los Chirijos          | 11 de mayo | 15:45 |

| Sur y Norte | 2 - 2 | Atlético Milagro | Alejandro Ponce Noboa | 19 de mayo | 11:15 |
| Calvi FC    | 2 - 1 | Banife           | Aso Guayas Cancha #2  | 19 de mayo | 11:15 |
| La Familia  | 0 - 2 | Panamá SC        | Aso Guayas Cancha #3  | 19 de mayo | 11:15 |

## Segunda fase
Esta etapa la juegan los dos mejores equipos de cada grupo de cada serie de la etapa anterior, es decir 8 clubes en total, que conforme a los puntos obtenidos se los ubica en una tabla única de posiciones que determinará el orden de los enfrentamientos de la siguiente manera:
- Llave 1: 1.° lugar vs. 8.° lugar
- Llave 2: 2.° lugar vs. 7.° lugar
- Llave 3: 3.° lugar vs. 6.° lugar
- Llave 4: 4.° lugar vs. 5.° lugar

Se enfrentarán en play-offs ida y vuelta donde los ganadores de cada llave pasan a la tercera fase que es el cuadrangular final.

### Tabla de posiciones
| N.º | Equipo               | Prom  | Pts | PJ | PG | PE | PP | GF | GC | DG  |
| --- | -------------------- | ----- | --- | -- | -- | -- | -- | -- | -- | --- |
| 1   | 9 de Octubre         | 2,667 | 16  | 6  | 5  | 1  | 0  | 27 | 7  | +20 |
| 2   | Patria               | 2,667 | 16  | 6  | 5  | 1  | 0  | 19 | 3  | +16 |
| 3   | Toreros              | 2,333 | 14  | 6  | 4  | 2  | 0  | 11 | 3  | +8  |
| 4   | Rocafuerte           | 2,167 | 13  | 6  | 4  | 1  | 1  | 21 | 6  | +15 |
| 5   | Atlético Samborondón | 2,167 | 13  | 6  | 4  | 1  | 1  | 5  | 2  | +3  |
| 6   | Everest              | 1,500 | 9   | 6  | 3  | 0  | 3  | 13 | 8  | +5  |
| 7   | Real Fortaleza       | 3,000 | 15  | 5  | 5  | 0  | 0  | 17 | 2  | +15 |
| 8   | Atlético Milagro     | 2,600 | 13  | 5  | 4  | 1  | 0  | 22 | 2  | +20 |

### Partidos
| Fecha              | Lugar       | Local                |  | Resultado |  | Visitante            |
| ------------------ | ----------- | -------------------- |  | --------- |  | -------------------- |
| 25 de mayo de 2019 | Milagro     | Atlético Milagro     |  | 0 – 3     |  | 9 de Octubre         |
| 2 de junio de 2019 | Guayaquil   | 9 de Octubre         |  | 5 – 0     |  | Atlético Milagro     |
| 25 de mayo de 2019 | Guayaquil   | Real Fortaleza       |  | 0 – 0     |  | Patria               |
| 1 de junio de 2019 | Samborondón | Patria               |  | 3 – 0     |  | Real Fortaleza       |
| 25 de mayo de 2019 | Guayaquil   | Everest              |  | 1 – 1     |  | Toreros              |
| 2 de junio de 2019 | Guayaquil   | Toreros              |  | 1 – 2     |  | Everest              |
| 25 de mayo de 2019 | Guayaquil   | Atlético Samborondón |  | 1 – 1     |  | Rocafuerte           |
| 2 de junio de 2019 | Guayaquil   | Rocafuerte           |  | 0 – 2     |  | Atlético Samborondón |

## Cuadrangular final

### Clasificación
| Pos. | Equipo               | Pts. | PJ | G | E | P | GF | GC | Dif. |  |
| ---- | -------------------- | ---- | -- | - | - | - | -- | -- | ---- |  |
| 1    | 9 de Octubre         | 18   | 6  | 6 | 0 | 0 | 26 | 5  | +21  |  |
| 2    | Patria               | 12   | 6  | 4 | 0 | 2 | 11 | 9  | +2   |  |
| 3    | Atlético Samborondón | 3    | 5  | 1 | 0 | 4 | 3  | 11 | −8   |  |
| 4    | Everest              | 0    | 5  | 0 | 0 | 5 | 3  | 18 | −15  |  |

 Fuente: @AsoGuayas
Criterios de clasificación: 1) Puntos; 2) Diferencia de goles; 3) Goles marcados
|  | Campeón y clasificado a los zonales de Segunda Categoría 2019.     |
|  | Vicecampeón y clasificado a los zonales de Segunda Categoría 2019. |

### Evolución de la clasificación
| Equipo / Jornada     | 01 | 02 | 03 | 04 | 05 | 06 |
| -------------------- | -- | -- | -- | -- | -- | -- |
| 9 de Octubre         | 1  | 1  | 1  | 1  | 1  | 1  |
| Patria               | 3  | 2  | 2  | 2  | 2  | 2  |
| Atlético Samborondón | 2  | 3  | 3  | 3  | 3  | 3  |
| Everest              | 4  | 4  | 4  | 4  | 4  | 4  |

### Resultados
| CS Patria            | 2 - 4 | 9 de Octubre | Samborondón Arena     | 8 de junio | 16:00 |
| Atlético Samborondón | 2 - 0 | Everest      | Alejandro Ponce Noboa | 9 de junio | 09:00 |

| CS Patria | 2 - 0 | Atlético Samborondón | Samborondón Arena    | 15 de junio | 16:00 |
| Everest   | 0 - 1 | 9 de Octubre         | LDC de Simón Bolívar | 16 de junio | 15:30 |

| Everest      | 2 - 3 | CS Patria            | Alejandro Ponce Noboa | 22 de junio | 09:00 |
| 9 de Octubre | 3 - 1 | Atlético Samborondón | Alejandro Ponce Noboa | 22 de junio | 11:15 |

| Atlético Samborondón | 0 - 4 | 9 de Octubre | Alejandro Ponce Noboa | 29 de junio | 09:00 |
| CS Patria            | 1 - 0 | Everest      | Samborondón Arena     | 29 de junio | 16:00 |

| Atlético Samborondón | 0 - 2  | CS Patria | Aso Guayas Cancha #3  | 6 de julio | 09:00 |
| 9 de Octubre         | 11 - 1 | Everest   | Alejandro Ponce Noboa | 6 de julio | 09:00 |

| 9 de Octubre (C) | 3 - 1 | CS Patria            | Alejandro Ponce Noboa | 13 de julio    | 11:45          |
| Everest          | -     | Atlético Samborondón | No se programó        | No se programó | No se programó |

### Campeón
| |
| 9 de Octubre Fútbol Club 3.er título Clasifica a los zonales de la Segunda Categoría 2019 y a la Copa Ecuador 2020. - También clasifica Club Sport Patria como vicecampeón. |

## Tabla general
Por cada serie se forma una tabla general donde se establecen los equipos de la Serie A que descienden a la Serie B para la temporada de Segunda Categoría de Guayas de 2020 y los equipos que de la Serie B ascienden a la Serie A para la temporada de Segunda Categoría de Guayas de 2020.

### Serie A
Los cuatro equipos peores ubicados descienden a la Serie B.
| Pos. | Equipo                 | Pts. | PJ | G | E | P | GF | GC | Dif. | Clasificación       |
| ---- | ---------------------- | ---- | -- | - | - | - | -- | -- | ---- | ------------------- |
| 1    | 9 de Octubre           | 16   | 6  | 5 | 1 | 0 | 27 | 7  | +20  |                     |
| 2    | Patria                 | 16   | 6  | 5 | 1 | 0 | 19 | 3  | +16  |                     |
| 3    | Toreros                | 14   | 6  | 4 | 2 | 0 | 11 | 3  | +8   |                     |
| 4    | Rocafuerte             | 13   | 6  | 4 | 1 | 1 | 21 | 6  | +15  |                     |
| 5    | Atlético Samborondón   | 13   | 6  | 4 | 1 | 1 | 5  | 2  | +3   |                     |
| 6    | Estudiantes del Guayas | 10   | 6  | 3 | 1 | 2 | 10 | 8  | +2   |                     |
| 7    | Everest                | 9    | 6  | 3 | 0 | 3 | 13 | 8  | +5   |                     |
| 8    | Guayaquil Sport        | 9    | 6  | 3 | 0 | 3 | 13 | 10 | +3   |                     |
| 9    | Guayas F. C.           | 7    | 6  | 2 | 1 | 3 | 6  | 4  | +2   |                     |
| 10   | L. D. Estudiantil      | 5    | 6  | 1 | 2 | 3 | 7  | 18 | −11  |                     |
| 11   | Atlético Daule         | 4    | 6  | 1 | 1 | 4 | 6  | 10 | −4   | Desciende a Serie B |
| 12   | Paladín "S"            | 3    | 6  | 1 | 0 | 5 | 5  | 24 | −19  | Desciende a Serie B |
| 13   | Fedeguayas             | 1    | 6  | 0 | 1 | 5 | 3  | 30 | −27  | Desciende a Serie B |
| 14   | Guayaquil F. C.        | 0    | 6  | 0 | 0 | 6 | 1  | 14 | −13  | Desciende a Serie B |

 Fuente: Aso Guayas
Criterios de clasificación: 1) Puntos; 2) Diferencia de goles; 3) Goles marcados

### Serie B
Los cuatro equipos mejores ubicados ascienden a la Serie A.
| Pos. | Equipo                     | Pts. | PJ | G | E | P | GF | GC | Dif. | Clasificación      |
| ---- | -------------------------- | ---- | -- | - | - | - | -- | -- | ---- | ------------------ |
| 1    | Real Fortaleza             | 15   | 5  | 5 | 0 | 0 | 17 | 2  | +15  | Asciende a Serie A |
| 2    | Atlético Milagro           | 13   | 5  | 4 | 1 | 0 | 22 | 2  | +20  | Asciende a Serie A |
| 3    | Sur y Norte                | 13   | 5  | 4 | 1 | 0 | 14 | 2  | +12  | Asciende a Serie A |
| 4    | A. D. Naval                | 12   | 5  | 4 | 0 | 1 | 37 | 4  | +33  | Asciende a Serie A |
| 5    | ESPOL                      | 9    | 5  | 3 | 0 | 2 | 19 | 9  | +10  |                    |
| 6    | Calvi                      | 9    | 5  | 3 | 0 | 2 | 9  | 10 | −1   |                    |
| 7    | Liga de Guayaquil          | 6    | 5  | 2 | 0 | 3 | 4  | 11 | −7   |                    |
| 8    | Panamá                     | 6    | 5  | 2 | 0 | 3 | 7  | 16 | −9   |                    |
| 9    | Internacional de Guayaquil | 3    | 5  | 1 | 0 | 4 | 12 | 15 | −3   |                    |
| 10   | Banife                     | 3    | 5  | 1 | 0 | 4 | 4  | 13 | −9   |                    |
| 11   | La Familia                 | 0    | 5  | 0 | 0 | 5 | 3  | 16 | −13  |                    |
| 12   | Don Café                   | 0    | 5  | 0 | 0 | 5 | 0  | 48 | −48  |                    |

 Fuente: Aso Guayas
Criterios de clasificación: 1) Puntos; 2) Diferencia de goles; 3) Goles marcados

## Goleadores
- Actualizado el 13 de julio de 2019 .

| Jugador                    | Equipo       |    | PJ |
| -------------------------- | ------------ | -- | -- |
| 1. Walberto Caicedo        | 9 de Octubre | 20 | 13 |
| 2. Nixon Alejandro Aguirre | Naval        | 11 | 5  |
| 3. Danny Luna              | 9 de Octubre | 12 | 13 |
| 4. Guillermo Arturo vega   | Naval        | 8  | 5  |
| 5. Carlos Caicedo          | 9 de Octubre | 8  | 13 |

### Tripletes, pokers o más
- Actualizado el 6 de julio de 2019.

| Fecha     | Jugador          | Goles        | Local          | Resultado | Visitante     |
| --------- | ---------------- | ------------ | -------------- | --------- | ------------- |
| 01/5/2019 | Luis Motato      | 0' · 0' · 0' | Atlético Daule | 2–5       | Rocafuerte FC |
| 01/5/2019 | Jorge Ladines    | 0' · 0' · 0' | Paladín "S"    | 0–7       | Patria        |
| 06/7/2019 | Walberto Caicedo | 0' · 0' · 0' | 9 de Octubre   | 11–1      | Everest       |
| 06/7/2019 | Danny Luna       | 0' · 0' · 0' | 9 de Octubre   | 11–1      | Everest       |